# Three-Point Shootout
Three Point Contest (oficjalna nazwa – Foot Locker Three-Point Shootout) – konkurs rzutów za 3 punkty w czasie NBA All-Star Weekend. Turniej odbywa się w sobotę przed koszykarskim Meczem Gwiazd NBA.

## Zasady

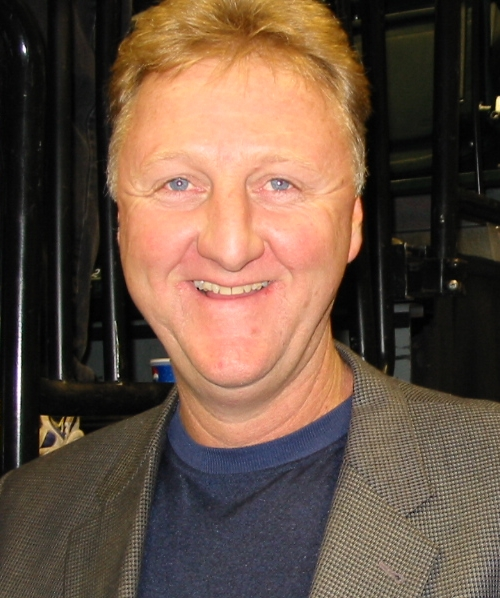
Trzykrotny zwycięzca konkursu – Larry Bird

Zawodnicy oddają rzuty z pięciu pozycji, położonych poza linią wyznaczającą rzut za 3 punkty. Na każdej pozycji jest stojak z pięcioma piłkami, a zawodnicy przemieszczają się od jednego do drugiego rogu boiska, zataczając łuk wzdłuż linii. Za każde trafienie otrzymuje się 1 pkt. Za trafienie każdą piłką w innym kolorze (tzw. money ball) otrzymuje się 2 pkt. Piłki te -5 szt. - uczestnik mógł rozstawić dowolnie (2020). Dodatkowo (2020) były 2 piłki „zielone” ustawione dalej, za trafienie którymi zawodnik otrzymał 3 pkt. W sumie zawodnik może zdobyć 36 pkt. (Do 2020 - 30 pkt). Na oddanie rzutów jest 1 minuta (2020 - 70 sek).

## Rekordy
Najlepszy wynik w fazie finałowej osiągnął Devin Booker, który w 2018 r. zdobył 28 punktów. W 2014 roku zwiększono liczbę możliwych do zdobycia punktów z 30 do 34. Jason Kapono w 2008 zdobył 25 punktów (tyle samo punktów zdobył też w 1986 Craig Hodges, ale podczas eliminacji). Kapono w 2007 i Mark Price w 1994 zdobyli po 24 punkty, Larry Bird w 1986 i w 2013 Kyrie Irving zdobyli 23 punkty, a  Steve Kerr w 1997 i Peja Stojaković w 2003 zdobyli po 22 punkty.
Najwięcej trafionych rzutów z rzędu zaliczył w 1991 Craig Hodges – 19.
Najwięcej występów w konkursie zaliczyli Craig Hodges – 8 i Dale Ellis – 7.
Najwięcej zwycięstw – po 3 – mają Larry Bird i Craig Hodges. Wszyscy zawodnicy, którzy zwyciężyli więcej niż jeden raz, osiągali to z rzędu, oprócz Stephena Curry'ego.

## Zwycięzcy

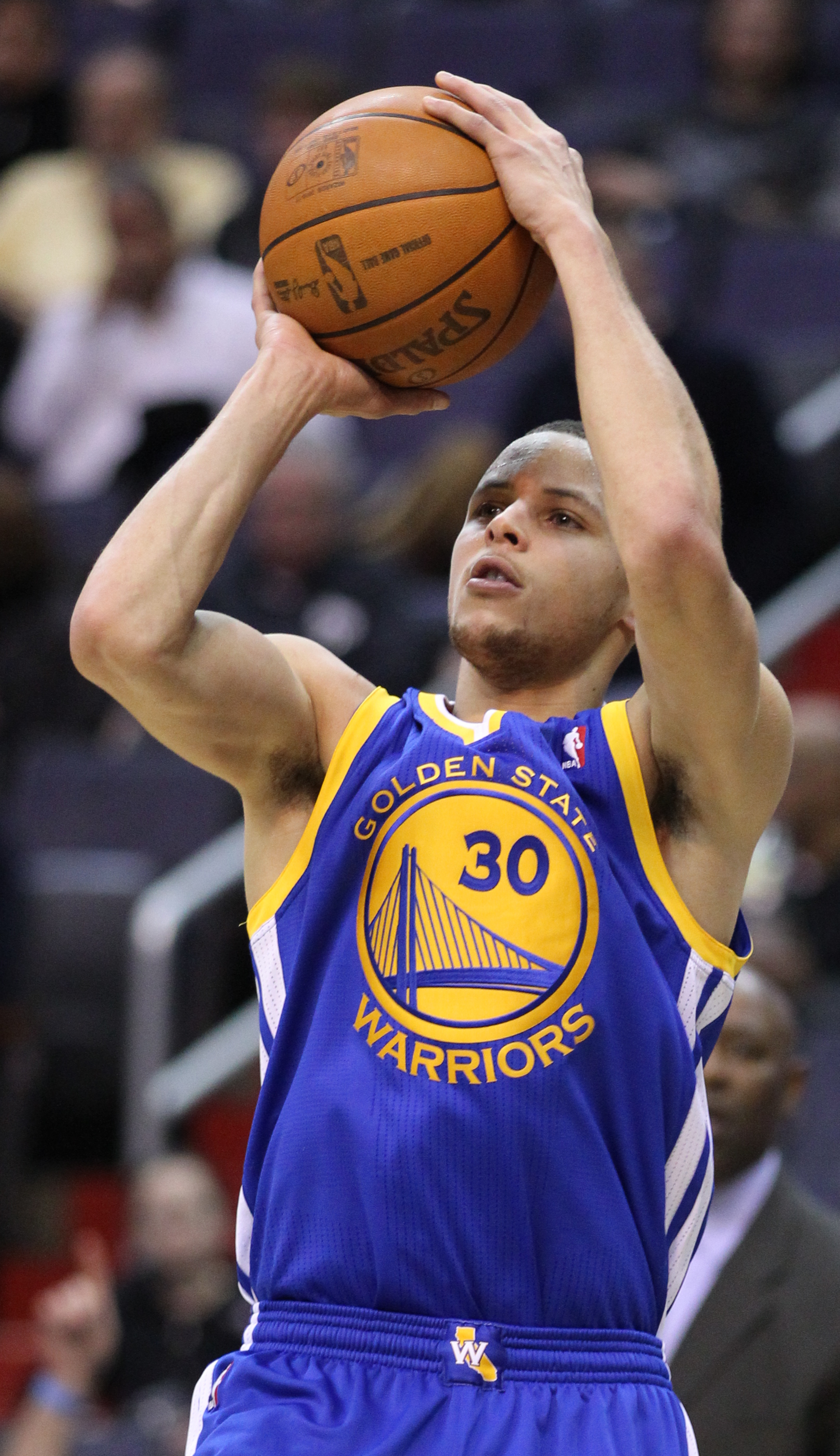
Zwycięzca z 2015 roku oraz wielokrotny rekordzista konkursu – Stephen Curry.

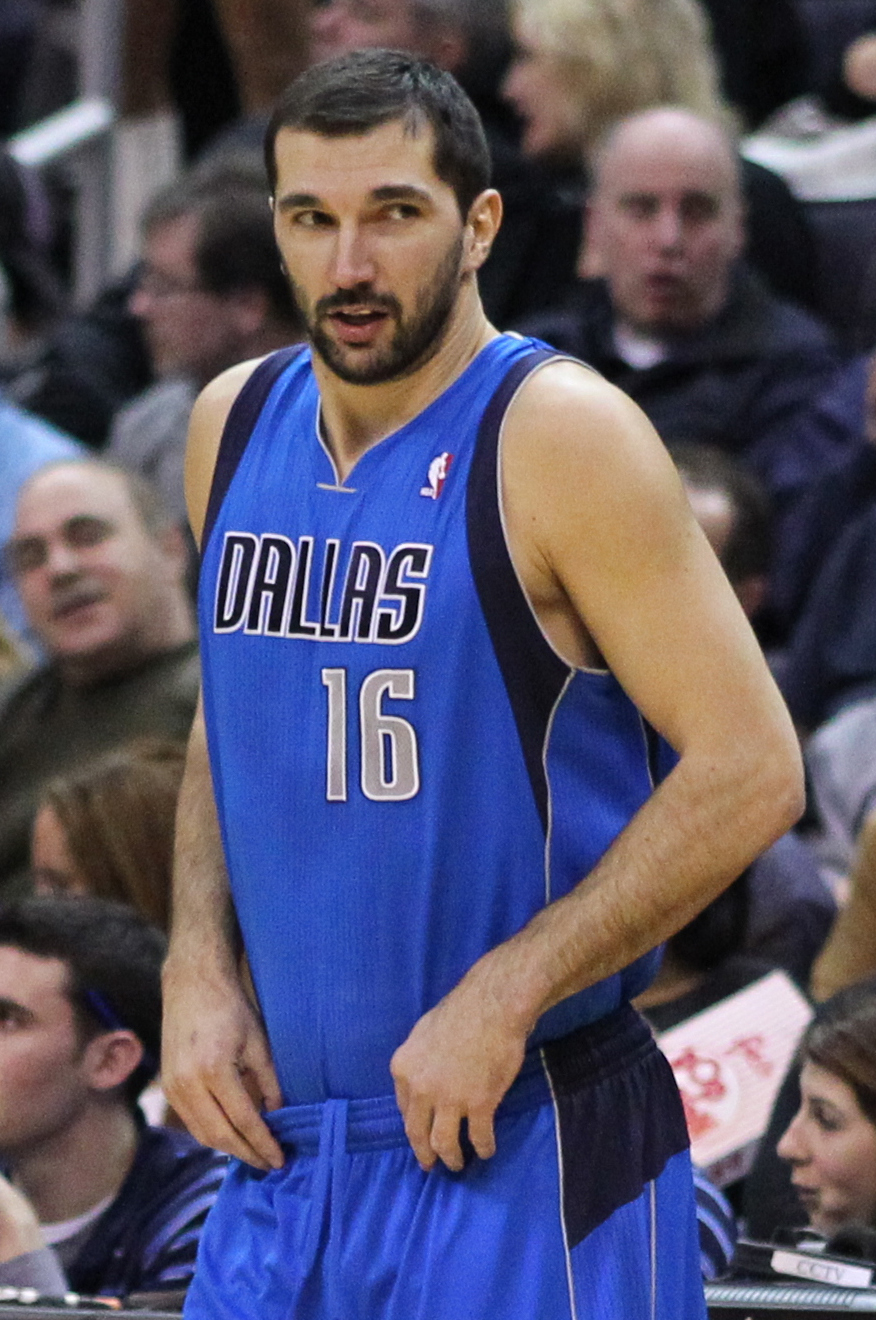
Dwukrotny zwycięzca rywalizacji – Peja Stojaković.

| Rok  | Zawodnik           | Drużyna                |
| ---- | ------------------ | ---------------------- |
| 2023 | Damian Lillard     | Portland Trail Blazers |
| 2022 | Karl-Anthony Towns | Minnesota Timberwolves |
| 2021 | Stephen Curry      | Golden State Warriors  |
| 2020 | Buddy Hield        | Sacramento Kings       |
| 2019 | Joe Harris         | Brooklyn Nets          |
| 2018 | Devin Booker       | Phoenix Suns           |
| 2017 | Eric Gordon        | Houston Rockets        |
| 2016 | Klay Thompson      | Golden State Warriors  |
| 2015 | Stephen Curry      | Golden State Warriors  |
| 2014 | Marco Belinelli    | San Antonio Spurs      |
| 2013 | Kyrie Irving       | Cleveland Cavaliers    |
| 2012 | Kevin Love         | Minnesota Timberwolves |
| 2011 | James Jones        | Miami Heat             |
| 2010 | Paul Pierce        | Boston Celtics         |
| 2009 | Daequan Cook       | Miami Heat             |
| 2008 | Jason Kapono       | Toronto Raptors        |
| 2007 | Jason Kapono       | Miami Heat             |
| 2006 | Dirk Nowitzki      | Dallas Mavericks       |
| 2005 | Quentin Richardson | Phoenix Suns           |
| 2004 | Voshon Lenard      | Denver Nuggets         |
| 2003 | Peja Stojaković    | Sacramento Kings       |
| 2002 | Peja Stojaković    | Sacramento Kings       |
| 2001 | Ray Allen          | Milwaukee Bucks        |
| 2000 | Jeff Hornacek      | Utah Jazz              |
| 1999 | nie odbył się      | lokaut                 |
| 1998 | Jeff Hornacek      | Utah Jazz              |
| 1997 | Steve Kerr         | Chicago Bulls          |
| 1996 | Tim Legler         | Washington Bullets     |
| 1995 | Glen Rice          | Miami Heat             |
| 1994 | Mark Price         | Cleveland Cavaliers    |
| 1993 | Mark Price         | Cleveland Cavaliers    |
| 1992 | Craig Hodges       | Chicago Bulls          |
| 1991 | Craig Hodges       | Chicago Bulls          |
| 1990 | Craig Hodges       | Chicago Bulls          |
| 1989 | Dale Ellis         | Seattle SuperSonics    |
| 1988 | Larry Bird         | Boston Celtics         |
| 1987 | Larry Bird         | Boston Celtics         |
| 1986 | Larry Bird         | Boston Celtics         |

## Uczestnicy
| pogrubiona czcionka | oznacza zwycięzcę konkursu                                    |
| Zawodnik (#)        | oznacza liczbę konkursów, w których brał udział dany zawodnik |

| Sezon | Zawodnicy |
| ----- | --- |
| 1986  | Larry Bird, Dale Ellis, Sleepy Floyd, Craig Hodges, Norm Nixon, Kyle Macy, Trent Tucker, Leon Wood                                                              |
| 1987  | Danny Ainge, Larry Bird (2), Michael Cooper, Dale Ellis (2), Craig Hodges (2), Detlef Schrempf, Byron Scott, Kiki Vandeweghe                                    |
| 1988  | Danny Ainge (2), Larry Bird (3), Dale Ellis (3), Craig Hodges (3), Mark Price, Detlef Schrempf (2), Byron Scott (2), Trent Tucker (2)                           |
| 1989  | Michael Adams, Danny Ainge (3), Dale Ellis (4), Derek Harper, Gerald Henderson Sr., Craig Hodges (4), Rimas Kurtinaitis, Reggie Miller, Jon Sundvold            |
| 1990  | Larry Bird (4), Craig Ehlo, Bobby Hansen, Craig Hodges (5), Michael Jordan, Reggie Miller (2), Mark Price (2), Jon Sundvold (2)                                 |
| 1991  | Danny Ainge (4), Clyde Drexler, Tim Hardaway, Hersey Hawkins, Craig Hodges (6), Terry Porter, Glen Rice, Dennis Scott                                           |
| 1992  | Dell Curry, Craig Ehlo (2), Craig Hodges (7), Jeff Hornacek, Jim Les, Dražen Petrović, Mitch Richmond, John Stockton                                            |
| 1993  | B.J. Armstrong, Dana Barros, Craig Hodges (8), Dan Majerle, Reggie Miller (3), Terry Porter (2), Mark Price (3), Kenny Smith                                    |
| 1994  | B.J. Armstrong (2), Dana Barros (2), Dell Curry (2), Dale Ellis (5), Steve Kerr, Eric Murdock, Mark Price (4), Mitch Richmond (2)                               |
| 1995  | Nick Anderson, Dana Barros (3), Scott Burrell, Steve Kerr (2), Dan Majerle (2), Reggie Miller (4), Chuck Person, Glen Rice (2)                                  |
| 1996  | Dana Barros (4), Hubert Davis, Steve Kerr (3), Tim Legler, George McCloud, Glen Rice (3), Dennis Scott (2), Clifford Robinson                                   |
| 1997  | Dale Ellis (6), Steve Kerr (4), Tim Legler (2), Terry Mills, Sam Perkins, Glen Rice (4), John Stockton (2), Walt Williams                                       |
| 1998  | Hubert Davis (2), Dale Ellis (7), Jeff Hornacek (2), Sam Mack, Reggie Miller (5), Tracy Murray, Glen Rice (5), Charlie Ward                                     |
| 1998  | Odwołano z powodu lockoutu |
| 2000  | Ray Allen, Mike Bibby, Hubert Davis (3), Jeff Hornacek (3), Allen Iverson, Dirk Nowitzki, Terry Porter (3), Bob Sura                                            |
| 2001  | Ray Allen (2), Pat Garrity, Allan Houston, Rashard Lewis, Dirk Nowitzki (2), Steve Nash, Bryon Russell, Peja Stojaković                                         |
| 2002  | Ray Allen (3), Wesley Person, Mike Miller, Steve Nash (2), Paul Pierce, Quentin Richardson, Steve Smith, Peja Stojaković (2)                                    |
| 2003  | Brent Barry, Pat Garrity (2), Wesley Person (2), Peja Stojaković (3), Antoine Walker, David Wesley                                                              |
| 2004  | Chauncey Billups, Kyle Korver, Voshon Lenard, Rashard Lewis (2), Cuttino Mobley, Peja Stojaković (4)                                                            |
| 2005  | Ray Allen (4), Joe Johnson, Voshon Lenard (2), Kyle Korver (2), Vladimir Radmanović, Quentin Richardson (2)                                                     |
| 2006  | Gilbert Arenas, Ray Allen (5), Chauncey Billups (2), Dirk Nowitzki (3), Quentin Richardson (3), Jason Terry                                                     |
| 2007  | Gilbert Arenas (2), Damon Jones, Jason Kapono, Mike Miller (2), Dirk Nowitzki (4), Jason Terry (2)                                                              |
| 2008  | Daniel Gibson, Richard Hamilton, Jason Kapono (2), Steve Nash (3), Dirk Nowitzki (5), Peja Stojaković (5)                                                       |
| 2009  | Mike Bibby (2), Daequan Cook, Danny Granger, Jason Kapono (3), Rashard Lewis (3), Roger Mason                                                                   |
| 2010  | Chauncey Billups (3), Daequan Cook (2), Stephen Curry, Channing Frye, Danilo Gallinari, Paul Pierce (2)                                                         |
| 2011  | Ray Allen (6), Kevin Durant, Daniel Gibson (2), James Jones, Paul Pierce (3), Dorell Wright                                                                     |
| 2012  | Ryan Anderson, Mario Chalmers, James Jones (2), Anthony Morrow, Kevin Love, Kevin Durant (2)                                                                    |
| 2013  | Ryan Anderson (2), Matt Bonner, Stephen Curry (2), Paul George, Kyrie Irving, Steve Novak                                                                       |
| 2014  | Arron Afflalo, Bradley Beal, Marco Belinelli, Stephen Curry (3), Kyrie Irving (2), Joe Johnson (2), Damian Lillard, Kevin Love (2)                              |
| 2015  | Marco Belinelli (2), Stephen Curry (4), James Harden, Kyrie Irving (3), Kyle Korver (3), Wesley Matthews, J.J. Redick, Klay Thompson                            |
| 2016  | Devin Booker, Stephen Curry (5), James Harden (2), Kyle Lowry, C.J. McCollum, Khris Middleton, J.J. Redick (2), Klay Thompson (2)                               |
| 2017  | Klay Thompson (3), C. J. McCollum (2), Kyle Lowry (2), Eric Gordon, Kyrie Irving (4), Kemba Walker, Nick Young, Wesley Matthews (2)                             |
| 2018  | Bradley Beal (2), Devin Booker (2), Wayne Ellington, Paul George (2), Tobias Harris, Kyle Lowry (3), Klay Thompson (4), Eric Gordon (2)                         |
| 2019  | Joe Harris, Kemba Walker (2), Khris Middleton, Seth Curry, Damian Lillard (2), Buddy Hield, Danny Green, Devin Booker (3), Dirk Nowitzki (6), Stephen Curry (6) |
| 2020  | Devin Booker (4), Buddy Hield (2), Trae Young, Joe Harris (2), Duncan Robinson, Zach LaVine, Devonte’ Graham, Dāvis Bertāns                                     |

## Rekordy
| Zawodnik        | Wynik / Max | Sezon | Devin Booker | 28 / 34 | 2018 |
| Stephen Curry   | 27 / 34     | 2015  |              |         |      |
| Klay Thompson   | 27 / 34     | 2016  |              |         |      |
| Craig Hodges    | 25 / 30     | 1986  |              |         |      |
| Jason Kapono    | 25 / 30     | 2008  |              |         |      |
| Craig Hodges    | 24 / 30     | 1991  |              |         |      |
| Mark Price      | 24 / 30     | 1994  |              |         |      |
| Hubert Davis    | 24 / 30     | 1998  |              |         |      |
| Jason Kapono    | 24 / 30     | 2007  |              |         |      |
| Marco Belinelli | 24 / 34     | 2014  |              |         |      |

| Zawodnik        | Wynik / Max | Sezon |
| --------------- | ----------- | ----- |
| Devin Booker    | 28 / 34     | 2018  |
| Stephen Curry   | 27 / 34     | 2015  |
| Klay Thompson   | 27 / 34     | 2016  |
| Jason Kapono    | 25 / 30     | 2008  |
| Marco Belinelli | 24 / 34     | 2014  |
| Mark Price      | 24 / 30     | 1994  |
| Jason Kapono    | 24 / 30     | 2007  |
| Kyrie Irving    | 23 / 30     | 2013  |
| Larry Bird      | 22 / 30     | 1986  |
| Steve Kerr      | 22 / 30     | 1997  |
| Peja Stojaković | 21 / 30     | 2004  |
| Matt Bonner     | 20 / 30     | 2013  |
| Tim Legler      | 20 / 30     | 1996  |
| Paul Pierce     | 20 / 30     | 2010  |
| James Jones     | 20 / 30     | 2011  |

| Zawodnik      | Rzuty | Sezon |
| ------------- | ----- | ----- |
| Craig Hodges  | 19    | 1991  |
| Stephen Curry | 13    | 2015  |
| Larry Bird    | 11    | 1986  |
| Hubert Davis  | 11    | 1996  |
| Kyrie Irving  | 10    | 2013  |
| Jason Kapono  | 10    | 2008  |
| Ray Allen     | 10    | 2011  |
| Dennis Scott  | 9     | 1991  |
| Mark Price    | 9     | 1994  |
| Steve Kerr    | 9     | 1997  |